# جسر ووشان
جسر ووشان أو جسر نهر يانغتزي في ووشان (بالصينية: 巫山长江大桥 ؛ بالإنجليزية: Wushan Yangtze River Bridge) هو جسر قوسي يعبر نهر يانغتزي في ووشان، تشونغتشينغ، الصين. تم افتتاحه في عام 2005.
يُعتبر هذا الجسر أحد أطول الجسور القوسية في العالم، حيث يبلغ طوله الإجمالي 616 متر، بينما تبلغ المسافة الحرة فيه حوالي 560 متر.
كما يُعتبر في نفس الوقت، أحد أكثر الجسور ارتفاعًا في العالم، حيث يبلغ ارتفاع قوسه حوالي 130 متر. بالرغم من وجود ثلاثة سدود أدت إلى رفع منسوب المياه أسفله، مما سبب بإغراق جزء من الأعمدة الحاملة له.

## الإنشاء
تم البدء بالإنشاء في عام 2001، واستمر العمل أربعة أعوام حتى عام 2005.

## معرض صور

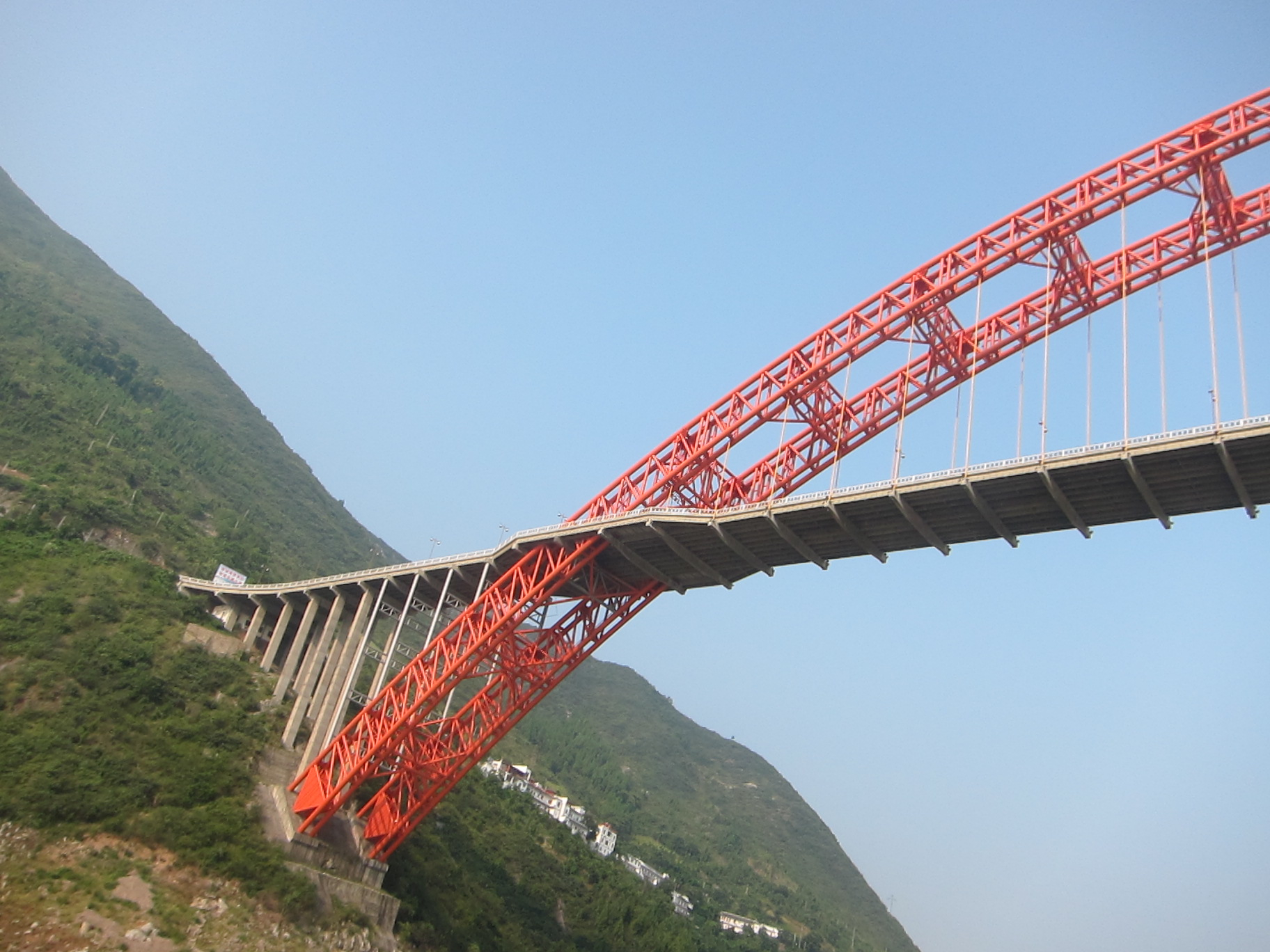
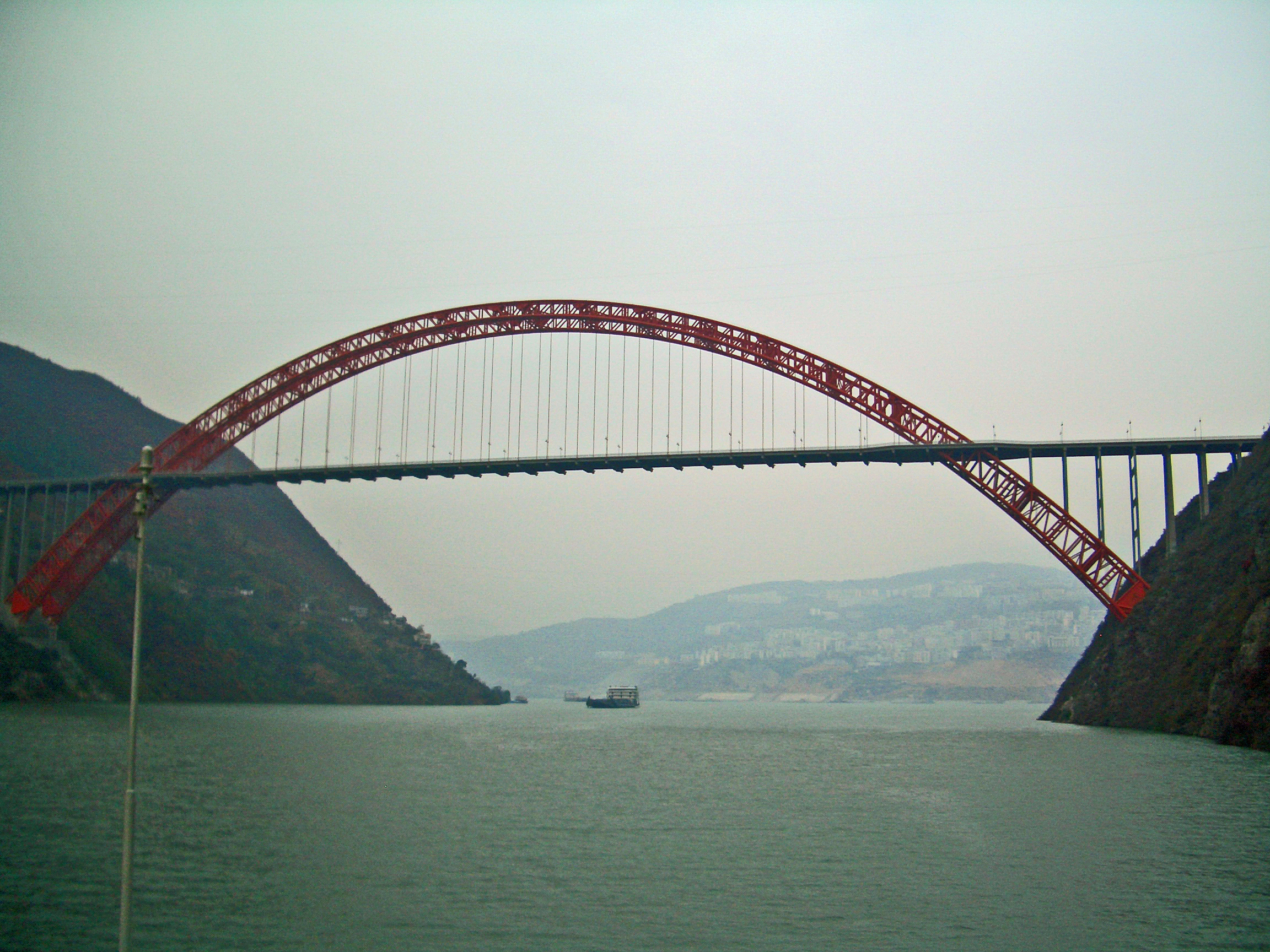
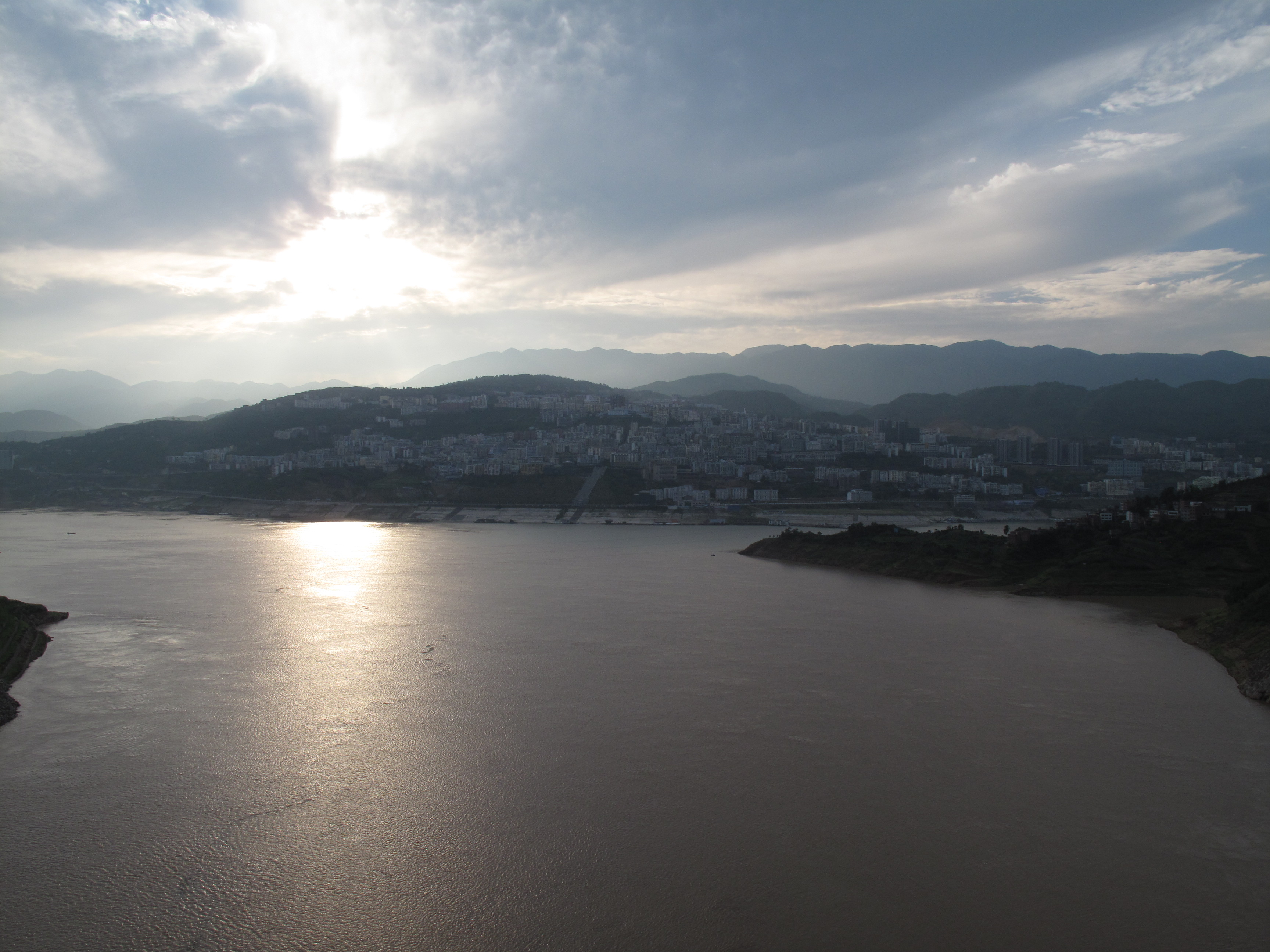

## وصلات خارجية
- جسر ووشان
- وثائقي عن نهر يانغتزي
- أعلى الجسور في العالم
- الجسور القوسية
- جولة لجشر ووشان
- قوس ووشان في الصين